# The Next Day (singolo)
The Next Day è un brano musicale del musicista rock britannico David Bowie, title track del suo omonimo album in studio, The Next Day, del 2013, e pubblicato come singolo il 17 giugno dello stesso anno.

## Il brano
La canzone ha causato polemiche e controversie ancor prima di uscire ufficialmente su singolo a causa del provocatorio videoclip diretto da Floria Sigismondi ritenuto un violento attacco al Cristianesimo, che alcuni fedeli accusarono di oscenità e blasfemia.

### Video
Il video è stato mandato ufficialmente in onda per la prima volta l'8 maggio 2013 su YouTube. La regista, Floria Sigismondi, aveva già diretto in passato i videoclip per i singoli di Bowie all'epoca dell'album Earthling (1997), e si era occupata più recentemente della regia del video del precedente singolo del musicista, The Stars (Are Out Tonight). L'elaborato filmato vede la presenza, oltre a Bowie, di Gary Oldman e di Marion Cotillard. Bowie interpreta una figura di santone simile a Cristo mentre Oldman è un vescovo. Il video mostra Bowie mentre canta in un night club chiamato "The Decameron" (un riferimento al capolavoro letterario di Giovanni Boccaccio celebre per la sua licenziosità anche nei confronti del clero). L'atmosfera di perdizione del locale è dipinta in maniera grottesca ed inquietante, con il clero raffigurato più come una sorta di setta o un'organizzazione criminale che come un gruppo di religiosi. Vediamo cardinali simili a boss mafiosi, suore in abiti succinti che danzano, e preti intenti in pratiche non del tutto "ortodosse". Il personaggio interpretato da Marion Cotillard (che si presume sia una prostituta), dopo essere stata portata nel locale da Oldman, improvvisamente inizia a sanguinare copiosamente a seguito delle stimmate, sconcertando i vari cardinali, preti, e suore presenti nel peccaminoso locale. Altro elemento disturbante presente nel video sono un paio di sanguinanti bulbi oculari umani serviti su un vassoio, riferimento a Santa Lucia. La musica termina con la comparsa delle stimmate sulle mani della ragazza e con le ultime parole di Bowie prima di smaterializzarsi nel nulla: «Thank you Gary, thank you Marion, thank you everyone» ("Grazie Gary, grazie Marion, grazie a tutti").

#### Polemiche
Il video, a causa dei contenuti blasfemi, è stato bandito da YouTube appena due ore dopo l'immissione in rete per "violazione dei termini del regolamento di Youtube". Tuttavia, il video è tornato online poco tempo dopo, con un avviso di divieto ai minori.
Il filmato si è guadagnato svariate critiche e ha causato proteste da diverse organizzazioni cattoliche. William Anthony Donohue, leader della The Catholic League for Religious and Civil Rights statunitense, ha criticato pesantemente il video e David Bowie, definendo il video musicale "un disastro" e riferendosi all'artista come a "un anziano londinese bisessuale". L'ex arcivescovo di Canterbury, George Carey ha definito la canzone "giovanile" ed ha invitato altri cristiani ad "insorgere" contro tali oscenità. Ha affermato inoltre di dubitare che Bowie avrebbe avuto il coraggio di attaccare così violentemente la religione islamica, come invece aveva fatto con quella cristiana.
Come reazione a questa ed altre accuse, Bowie ha pubblicato sul proprio sito internet una risposta ufficiale alle critiche intitolata The Next Day, the day after.

## Tracce
Vinile 7" LE EU
1. The Next Day – 2:58
2. The Next Day – 2:58

## Formazione
Musicisti
- David Bowie – voce, chitarra
- Gerry Leonard – chitarra
- David Torn – chitarra
- Gail Ann Dorsey – basso
- Zachary Alford – batteria

Tecnici
- David Bowie – produzione
- Tony Visconti – produzione, ingegneria del suono, missaggio
- Mario McNulty – ingegneria del suono
- Brian Thorn – assistente ingegneria
- Kabir Hermon – assistente ingegneria
- Dave McNair – mastering